# Ретюнь (Ленинградская область)
Ретю́нь — деревня в Лужском районе Ленинградской области. Административный центр Ретюнского сельского поселения.

## История

### До XIX века
Впервые упоминается в писцовых книгах Шелонской пятины 1571 года, как сельцо Ретюнь в Дремяцком погосте Новгородского уезда.

### XIX век — начало XX века
Деревня Ретюнь, состоящая из 30 крестьянских дворов, обозначена на карте Санкт-Петербургской губернии Ф. Ф. Шуберта 1834 года.

РЕТЮНЬ — деревня принадлежит инженер генерал-майору Михайле Сакеру, число жителей по ревизии: 135 м. п., 140 ж. п. (1838 год)

Деревня Ретюнь из 30 дворов отмечена на карте профессора С. С. Куторги 1852 года.

РЕТЮЛЬ — деревня господина Сакера, по просёлочной дороге, число дворов — 39, число душ — 139 м. п. (1856 год)

РЕТЮНЬ — деревня, число жителей по X-ой ревизии 1857 года: 133 м. п., 131 ж. п.

РЕТЮНЬ — деревня владельческая при ключе, число дворов — 45, число жителей: 132 м. п., 140 ж. п. (1862 год)

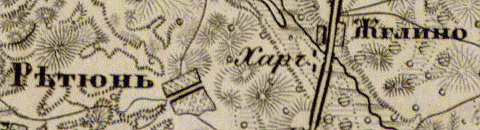
Деревня Ретюнь на карте 1863 года

В 1870 году временнообязанные крестьяне деревни выкупили свои земельные наделы у Е. В. Полисовой и стали собственниками земли.
Согласно подворной описи 1882 года:

РЕТЮНЬ — деревня Ретюньского общества Городецкой волости

домов — 72, душевых наделов — 129, семей — 66, число жителей — 172 м. п., 192 ж. п.; разряд крестьян — собственники

В XIX веке деревня административно относилась ко 2-му стану Лужского уезда Санкт-Петербургской губернии, в начале XX века — к Городецкой волости 5-го земского участка 4-го стана.
По данным «Памятной книжки Санкт-Петербургской губернии» за 1905 год деревня называлась Ретюны и входила в Ретюнское сельское общество.

### 1917—1991 годы
С 1917 по 1924 год деревня Ретюнь входила в состав Ретюнского сельсовета Городецкой волости Лужского уезда.
С 1924 года, в составе Шильцевского сельсовета.

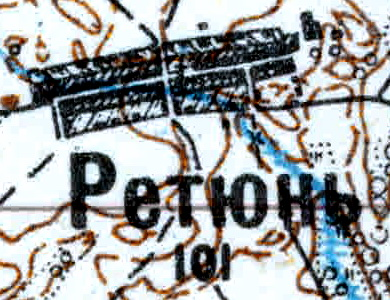
Деревня Ретюнь карте 1926 года

Согласно топографической карте 1926 года деревня насчитывала 101 крестьянский двор, в центре деревни находилась часовня.
С 1927 года, в составе Лужской волости.
По данным 1933 года деревня Ретюнь входила в состав Шильцевского сельсовета Лужского района.
Деревня была освобождена от немецко-фашистских оккупантов 15 февраля 1944 года.
В 1958 году население деревни Ретюнь составляло 167 человек.
По данным 1966 года деревня Ретюнь также входила в состав Шильцевского сельсовета.
По данным 1973 года деревня Ретюнь являлась административным центром Шильцевского сельсовета, в который входили 20 населённых пунктов, 19 деревень и 1 местечко — Шильцевская Школа.
По данным 1990 года деревня Ретюнь являлась административным центром Ретюнского сельсовета, в который входили 20 населённых пунктов общей численностью населения 1835 человек. В самой деревне Ретюнь проживал 1401 человек.

### 1991 год — настоящее время
В 1997 году в деревне Ретюнь Ретюнской волости проживал 1680 человек, в 2002 году — 1414 человек (русские — 85 %).
В 2007 году в деревне Ретюнь Ретюнского СП проживали 1593 человек.

## География
Деревня расположена в южной части района в месте примыкания автодороги 41К-145 (Ретюнь — Сара-Лог) к автодороге Р23 «Псков» (E 95, Санкт-Петербург — граница с Белоруссией).
Расстояние до районного центра, города Луга — 20 км.
Расстояние до ближайшей железнодорожной станции Серебрянка — 15 км.

### Климат
| Показатель              | Янв. | Фев. | Март | Апр. | Май  | Июнь | Июль | Авг. | Сен. | Окт. | Нояб. | Дек. | Год |
| ----------------------- | ---- | ---- | ---- | ---- | ---- | ---- | ---- | ---- | ---- | ---- | ----- | ---- | --- |
| Средняя температура, °C | −5,3 | −5,6 | −1,2 | 5,4  | 11,4 | 15,4 | 17,8 | 16,0 | 11,1 | 5,2  | −0,1  | −3,6 | 5,6 |
| Норма осадков, мм       | 50   | 39   | 36   | 40   | 59   | 73   | 77   | 81   | 57   | 66   | 64    | 51   | 694 |
| Источник:               |      |      |      |      |      |      |      |      |      |      |       |      |     |

## Демография
| 1838  | 1862 | 1958 | 1990  | 1997  | 2007  | 2010  |
| ----- | ---- | ---- | ----- | ----- | ----- | ----- |
| 275   | ↘272 | ↘167 | ↗1401 | ↗1680 | ↘1593 | ↘1515 |
| 2017  |      |      |       |       |       |       |
| ↘1394 |      |      |       |       |       |       |

## Известные уроженцы
- Иван Иванович Алексеев (1896—1966) — комкор во время Великой Отечественной войны, генерал-майор (1940).

## Улицы
1-я линия, 2-я линия, 3-я линия, 4-я линия, 5-я линия, 6-я линия, 7-я линия, 8-я линия, 9-я линия, 10-я линия, Вологодская, Луговая, Полевая, Садовая, Сосновая, Центральная, Школьный переулок.